# Villa Le Balze

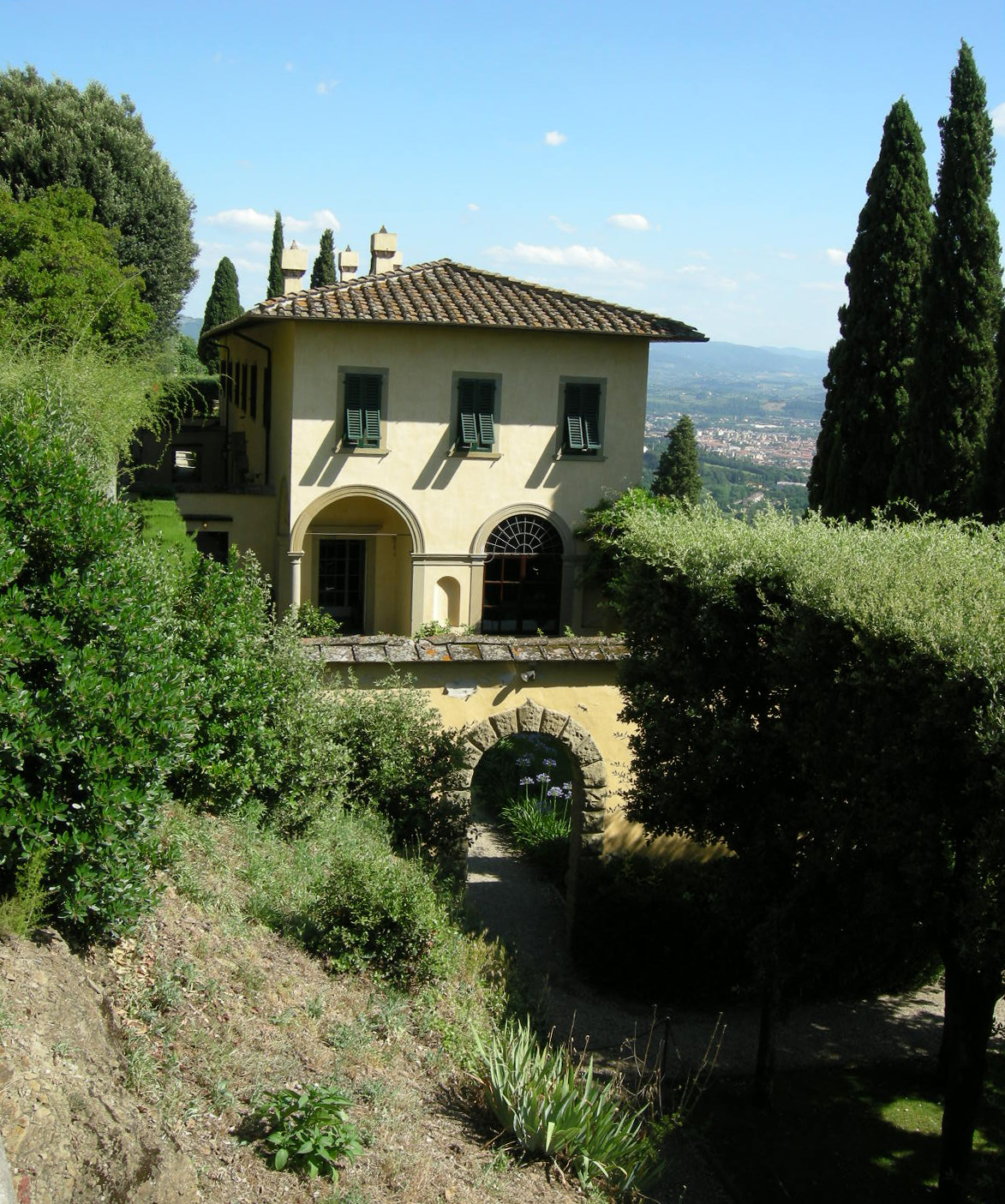
La villa

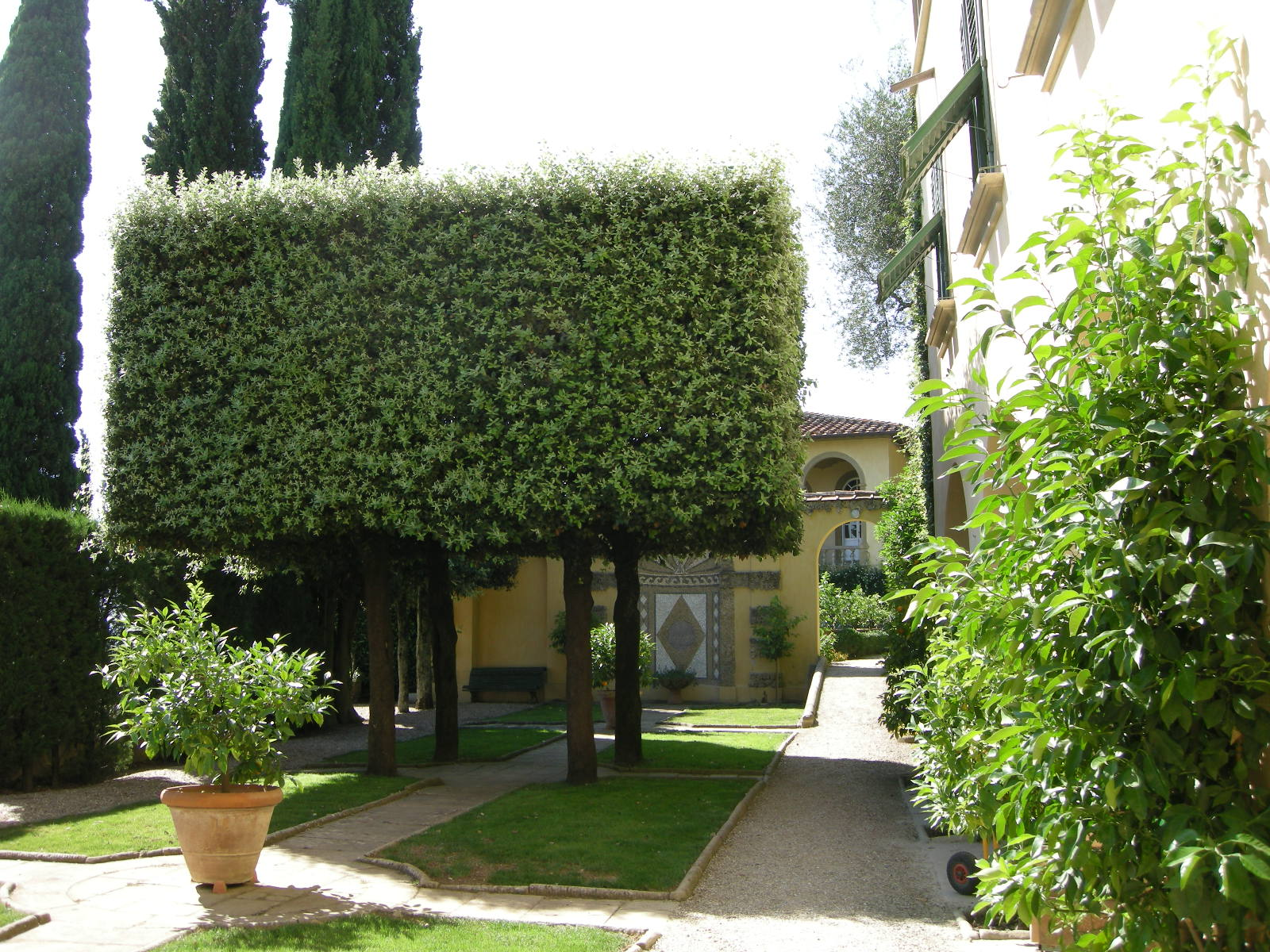
Il giardino

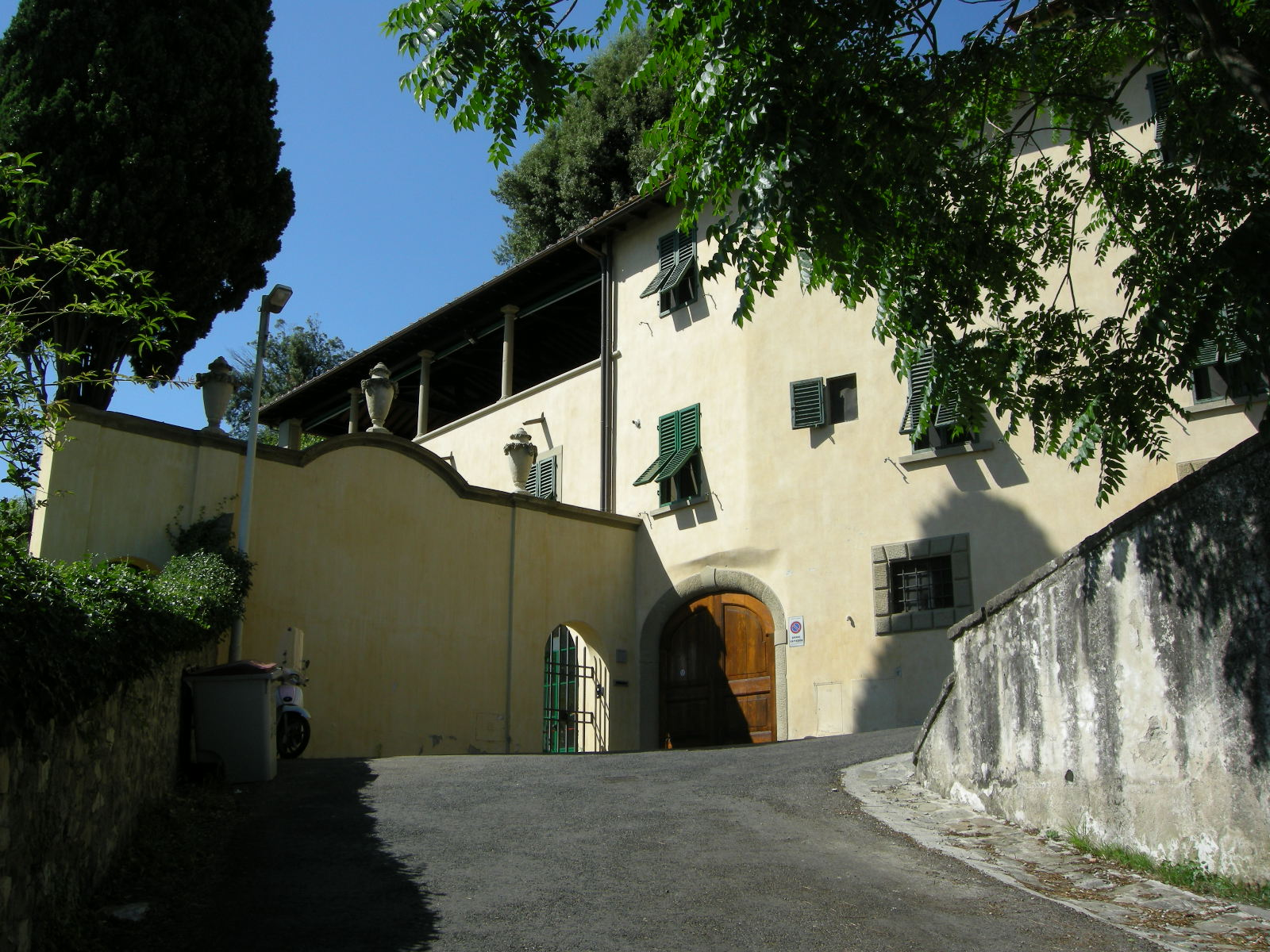
Entrata

Le Balze è una villa con un giardino a terrazze a Fiesole, situato in Vecchia Fiesolana 26, quasi dirimpetto a Villa Medici. Il parco di villa le Balze, curato da Cecil Pinsent, è uno dei più significativi della collina fiesolana.

## Storia
La villa, progettata nel 1911 da Cecil Pinsent e Geoffrey Scott per l'americano Charles Augustus Strong, è posta in uno strettissimo spazio allungato su un versante della collina fiesolana. I lavori durarono fino al 1919.
Nel 1979 la figlia di Strong, la marchesa Margaret Rockefeller de Cuevas de Lorain, per rispettare le ultime volontà del padre di farla rimanere un centro di cultura, regalò la villa alla Georgetown University che da allora vi ospita i suoi studenti durante la loro permanenza di studi in Italia.

## Descrizione
Il primo spazio verde che si apre dopo l'ingresso è quello che veniva chiamato il giardino degli aranci. In questa zona, originariamente, erano stati piantati degli alberelli di agrumi, successivamente sostituiti da gerani a edera che si avvolgono intorno a reti metalliche. Da qui, attraverso due arcate aperte nella parete ovest, si accede al giardino d'inverno. Questo, realizzato secondo lo schema formale, è suddiviso in aiuole geometriche bordate di bosso al cui centro è posta una vasca circolare in pietra. Piante, perenni e stagionali, vasi di limoni e un falso gelsomino, che ricopre interamente la parete sotto la balconata, sono gli elementi che decorano questa parte del giardino.
L'asse prospettico prosegue, attraversando la villa, terminando in un boschetto composto da una serie di lecci piantati in filari attraversati da un percorso che culmina in una grotta bugnata. Parallelamente a questo percorso corre un altro sentiero, bordato da iris, lavanda e rose, che separa lo spazio verde progettato da Pinsent, dall'aperta campagna. Un pergolato di Rosa banksiae, su un balzo superiore, permette di godere della vista del giardino dall'alto. Questa pergola si raggiunge attraverso una scala in pietra a doppia rampa posta di fronte al lato nord della villa. Tra le due rampe si innesta una grotta con fontana a spugne, ai cui lati si aprono due pareti decorate a mosaico in ciottoli, con quattro medaglioni ad altorilievo, raffiguranti busti di filosofi dell'antichità. Nel muro sopra la fontana, all'interno di una nicchia, è posta una statua di Venere. Questo impianto rappresenta il progetto di giardino del Pinsent in cui meglio si manifesta la sua capacità di passare, gradualmente, da uno spazio architettonicamente organizzato al paesaggio naturale di prati e uliveti, che si trovano ai suoi confini.